# Valea Poienii, Hunedoara
Valea Poienii este un sat în comuna Vorța din județul Hunedoara, Transilvania, România.

## Vezi și

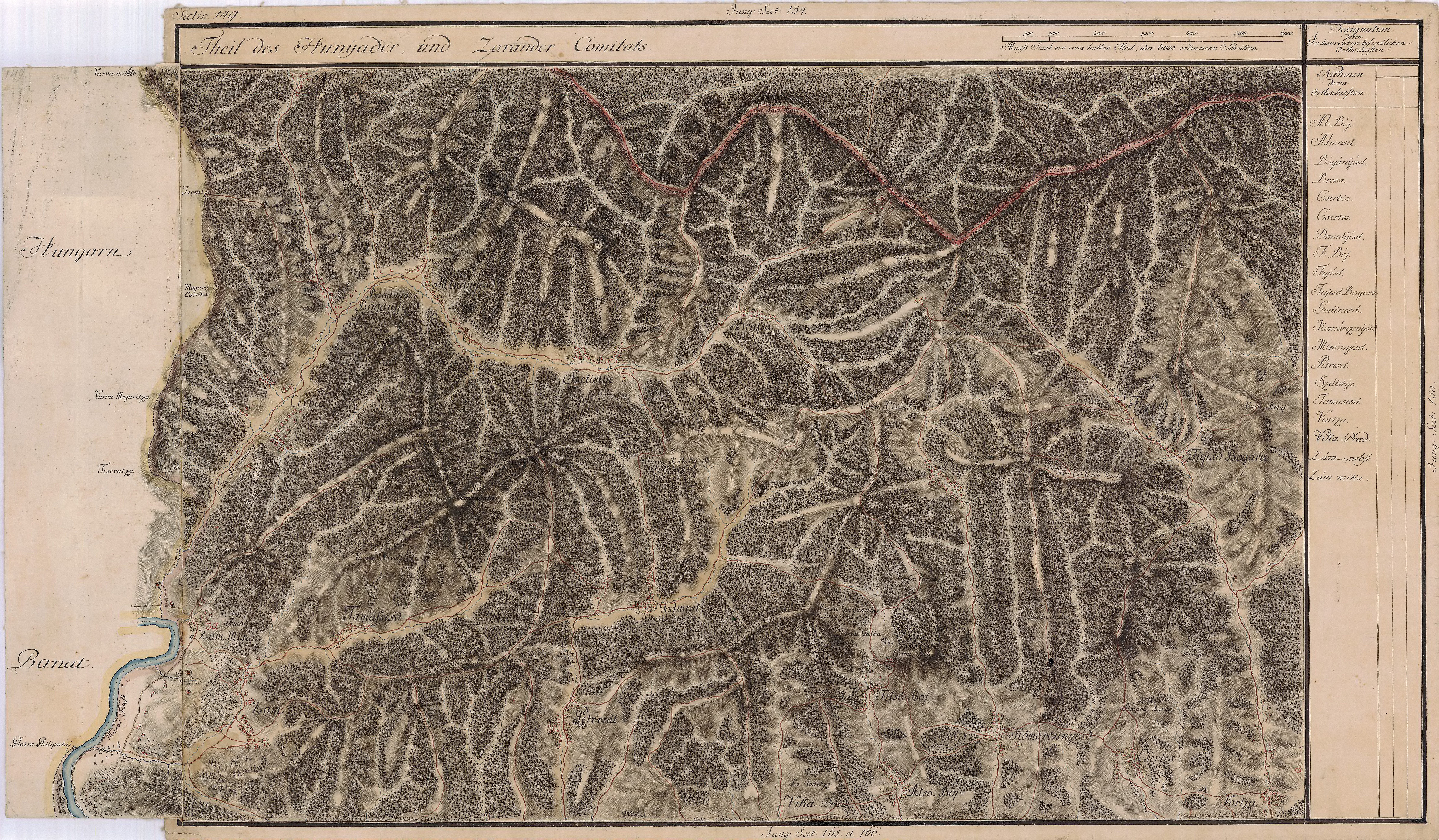
Valea Poienii în Harta Iosefină a Transilvaniei, 1769-1773

- Biserica de lemn din Valea Poienii